# Aviation Elite Units
Aviation Elite Units est une série de fascicules en anglais de l’éditeur Osprey Publishing consacrées aux unités combattantes d’élite de l’arme aérienne.

## Généralités
La série Aviation Elite Units décrit l’histoire d’une unité de chasse ou de bombardement qui s’est particulièrement distinguée lors d’actions de combat. Sont mis à l’honneur des participants peu connus à ces combats dont les récits viennent compléter les histoires d’as plus « médiatiques » dont les exploits sont connus depuis fort longtemps. Chaque exemplaire comprend au moins 30 dessins spécialement conçus pour la série, illustrés par des photographies d’époque en noir et blanc.

## Journalistes
Les principaux contributeurs de la première série sont, pour les textes, John Weal, Greg VanWyngarden, Jon Guttman, Carl Molesworth, Chris Bucholtz, John Stanaway, Robert Forsyth et William N Hess ainsi que Chris Davey, John Weal, Harry Dempsey, Jim Laurier et Tom Tullis pour les illustrations.